# Ensemble (Album)
Ensemble (anhörenⓘ) ist der deutsche Titel einer griechischen LP-Produktion aus dem Jahr 1982. Sie erschien in weiteren Ländern unter dem Titel Maria Farantouri sings Zülfü Livaneli, in der Türkei als Maria Faranduri Livaneli Söylüyor. Die griechische Sängerin Maria Farantouri singt auf ihr eine Auswahl an Liedern des türkischen Songwriters Zülfü Livaneli, begleitet durch ihn selbst und ein türkisch-griechisches Orchester. Das Album ist griechisch- und türkischsprachig.

## Entstehungsgeschichte
Farantouri begann 1976 Lieder von Livaneli zu singen, nachdem sie ihn auf Schallplatten gehört hatte. 1979 trafen sich die Künstler und begannen ihre eigentliche Zusammenarbeit mit zwei Konzerten in Istanbul. Hiernach führte die beiden eine höchst erfolgreiche Tournee mit über 30 Auftritten durch ganz Griechenland, beginnend mit zwei Konzerten in Athen. Dieser Erfolg führte zur Aufnahme des Albums mit 13 Liedern Livanelis im Dezember 1981.
Zu den Melodien Livanelis hat Lefteris Papadopoulos neue griechische Texte geschrieben. Einige Stücke singt Farantouri auch mit türkischem Originaltext oder griechisch-türkisch mit Livaneli im Duett. Darüber hinaus befinden sich zwei Nazim-Hikmet-Vertonungen des türkischen Musikers auf der Platte sowie Filmmusik aus Yilmaz Güneys Sürü – Die Herde.
Maria Farantouri steuerte den Gesang, Zülfü Livaneli Saz, Tzura und Gesang, Ali Dede traditionelle türkische Blasinstrumente, Mei, Nei und Saxophon, Ferhat Livaneli klassische Gitarre und Tzura, Georgios Filippidis den Bass und Christos Gotsinas das Schlagzeug bei.

## Bedeutung und Wirkung
Das Album wurde 1982 offizielle „Platte des Jahres“ Griechenlands und gelangte an die Spitze der griechischen Verkaufscharts. Kritiker sprachen von einer „neuen Ära der griechischen Musik“. Das Album wurde in weiteren Ländern veröffentlicht. In Deutschland erhielt es den Jahrespreis der deutschen Schallplattenkritik. Die gemeinsamen Aufnahmen und Tourneen der beiden Künstler trugen einen kleinen Teil zur Aussöhnung der Nationen Griechenland und Türkei bei.

## Titelliste
1. Lëilim Lëi – 3:51
2. Miroloi – 4:11
3. Karli Kayn Ormani – 3:23
4. O Paraghios – 3:11
5. Me Fitepsane Se Kameni Ghi – 4:37
6. Merhaba – Ghia Cara – 3:28
7. San To Metanasti – 3:44
8. Hiroshima – 4:06
9. Mila Siga – 2:54
10. Bulut Mu Olsam – 2:22
11. I Meres Mas – 2:58
12. San Ton Kerem – 3:03
13. To Kopadi – 3:55